# سوهو (نيويورك)
سوهو أحد احياء شبه جزيرة منهاتن في مدينة نيويورك يحده من الشمال «شارع هيوستن» ومن الشرق «حي باوري» ومن الجنوب «شارع القناة» ومن الغرب «الجادة السادسة».

## تاريخه

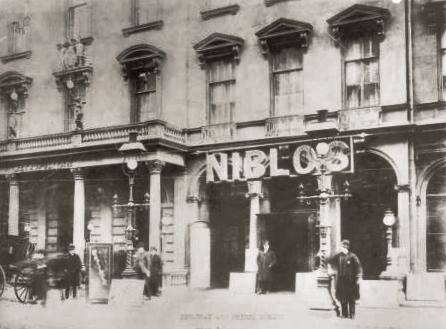
مبنى من الحي في 1887

خلال فترة الاحتلال البريطاني للولايات المتحدة، كان موقع الحي مزرعة مهداة إلى العبيد المحررين من قبل الهولنديين وكانت المنطقة أول موقع للسود المحررين في منهاتن.